# Samir (cràter)
Samir és un petit cràter d'impacte situat a la cara visible de la Lluna, al nord del cràter Diophantus. Veïns immediats del cràter, a més de Diophantus al sud, són els petits cràters Louise (a l'est-sud-est), i Isabel i Walter (al sud-est). Al nord-oest també apareixen la Rima Diophantus, el Mons Delisle i el cràter Delisle.

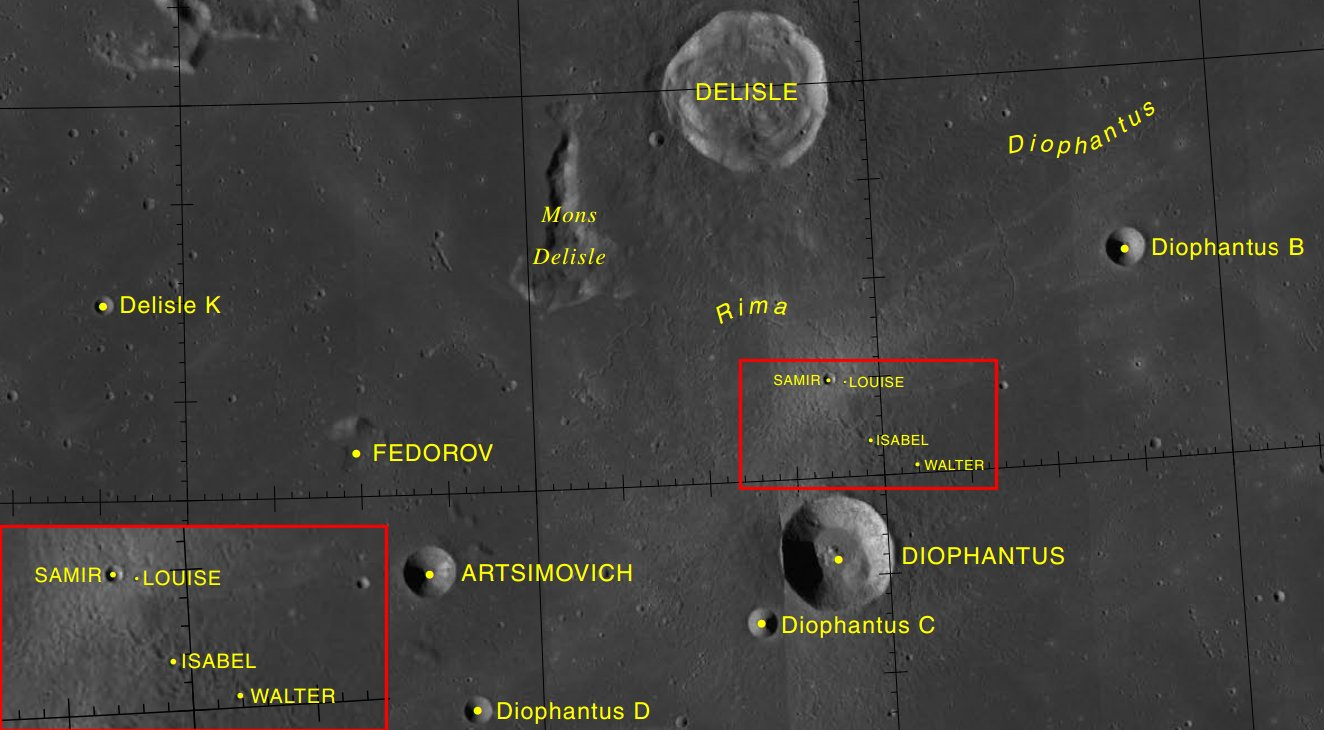
Localització de Samir (centre dreta de la imatge)
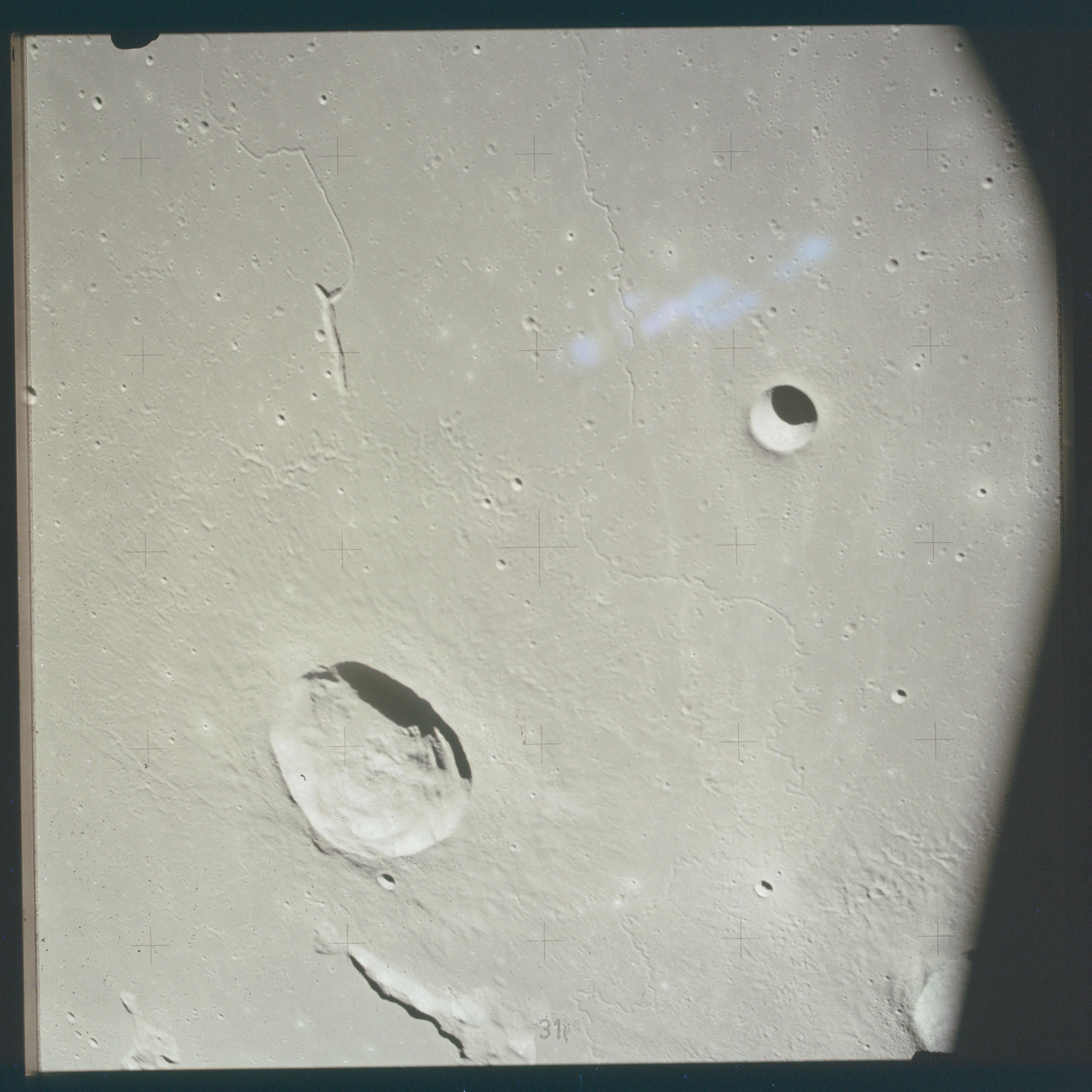
Vista des de l'Apollo 15 (1977), amb Delisle a baix a l'esquerra, i el més petit cràter circular Diophantus B a dalt a la dreta

El cràter té forma de bol, amb un fons rugós i netament irregular.
L'origen de la denominació és una anotació inicialment no oficial a la pàgina 39B2/S1 de la sèrie de plànols del Lunar Topophotomap de la NASA. El nom va ser aprovat per la UAI el 1976.